# Asimov (cráter)
Asimov es un cráter de impacto del planeta Marte situado a -47° Norte y 355° Oeste (-46.7° Norte y 4.9° Este). La colisión causó una abertura de 84 kilómetros de diámetro en la superficie del cuadrángulo MC-27 del planeta. El nombre fue aprobado el 4 de mayo de 2009 por la Unión Astronómica Internacional en honor al escritor de ciencia ficción y bioquímico norteamericano Isaac Asimov.